# Вознесенский сельсовет (Башкортостан)
Вознесенский сельсовет — муниципальное образование в Дуванском районе Башкортостана.
Согласно «Закону о границах, статусе и административных центрах муниципальных образований в Республике Башкортостан» имеет статус сельского поселения.
Административный центр — село Вознесенка. Адрес администрации: 452541, Республика Башкортостан, Дуванский район, с. Вознесенка,  Центральная ул., д. 101

## Население
| 2002  | 2010  | 2012  | 2013  | 2014  | 2015  | 2016  |
| ----- | ----- | ----- | ----- | ----- | ----- | ----- |
| 2479  | ↘2365 | ↘2335 | ↘2306 | ↘2292 | ↗2293 | ↘2263 |
| 2017  |       |       |       |       |       |       |
| ↘2208 |       |       |       |       |       |       |

## Населённые пункты
- с. Вознесенка,
- с. Тастуба.